# Syllepte achromalis
Syllepte achromalis là một loài bướm đêm trong họ Crambidae.